# Serrure à garnitures
 (mars 2018).
Si vous disposez d'ouvrages ou d'articles de référence ou si vous connaissez des sites web de qualité traitant du thème abordé ici, merci de compléter l'article en donnant les références utiles à sa vérifiabilité et en les liant à la section « Notes et références ».
Une serrure à garnitures est une serrure qui utilise des pièces de métal fixes (les garnitures) dont la disposition doit correspondre au motif du panneton de la clef afin que celle-ci puisse tourner. La serrure à garnitures est bon marché et robuste, mais elle peut être aisément crochetée. Un passe-partout permet d’ouvrir aisément les serrures fonctionnant sur ce principe. En pratique, elles ne résistent que quelques secondes à un malfaiteur entraîné et équipé. Leur utilisation doit être donc strictement réservée à des applications où le niveau de sécurité est faible.
La serrure à garnitures a été développée à l’époque de la Rome antique. Depuis, de nombreuses versions ont été produites, du Moyen Âge jusqu’aux époques modernes. Une des améliorations mineures de ce système est la serrure à variure, où l’axe d’entrée est profilé de façon à n’accepter que les clefs munies d’un panneton au profil correspondant. On nomme également cette variante serrure à chiffre, car le profil du trou de la serrure (la variure) évoque parfois un chiffre, bien qu’il existe de nombreuses autres formes. 
La serrure à gorges est une évolution de la serrure à garnitures.

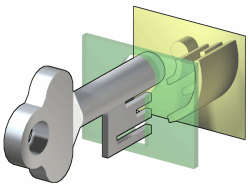
Serrure à garnitures verrouillée
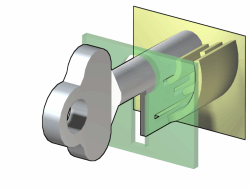
Serrure à garnitures avec clé insérée
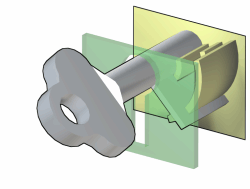
Serrure à garnitures avec clé tournée